# Kunstjahr 1774
Liste der Kunstjahre

◄◄ | ◄ | 1770 | 1771 | 1772 | 1773 | Kunstjahr 1774 | 1775

Weitere Ereignisse

## Ereignisse

### Architektur
12. Juni: Die nach den Plänen des Architekten und Baumeisters Mathias Gerl neu errichtete gotische Pfarrkirche Traiskirchen wird nach rund 20 Jahren Bauzeit durch Fürsterzbischof Kardinal Christoph Anton von Migazzi eingeweiht. 

### Malerei
Jakob Philipp Hackert malt den Vesuvausbruch des Jahres 1774.

Huahine von William Hodges

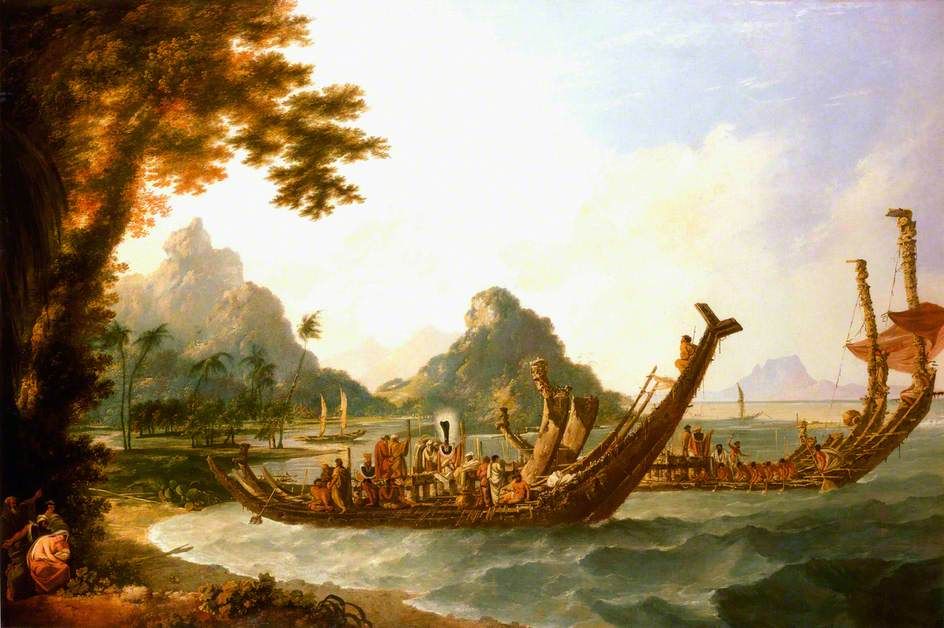
Kriegsboote von William Hodges

Auf der zweiten Südseereise von James Cook malt William Hodges zahlreiche weitere Landschaftsbilder und Porträts der Mannschaft.

## Geboren
- 5. Januar: Johannes Aberli, Schweizer Medailleur, Stein- und Stempelschneider († 1851)
- 5. Januar: George Chinnery, britischer Maler, der vor allem in Indien und China wirkte († 1852)
- 8. Januar: Wilhelm von Türk, thüringischer Kartograf und Verleger († 1846)

- 17. Februar: Raphaelle Peale, US-amerikanischer Maler, Begründer der professionellen US-amerikanischen Stillleben-Malerei († 1825)
- 26. Februar: Heinrich von Pechmann, deutscher Architekt und Autor († 1861)
- 13. März: Pierre Narcisse Guérin, französischer Maler und Lithograf († 1833)

- 10. Juni: Carl Haller von Hallerstein, deutscher Architekt und Archäologe († 1817)
- 27. Juni: Johann Baptist Seele, deutscher Maler († 1814)
- 14. Juli: Ferdinand Hartmann, deutscher Historienmaler († 1842)
- 30. Juli: Charles de Graimberg, französischer Kupferstecher und Landschaftsmaler († 1864)

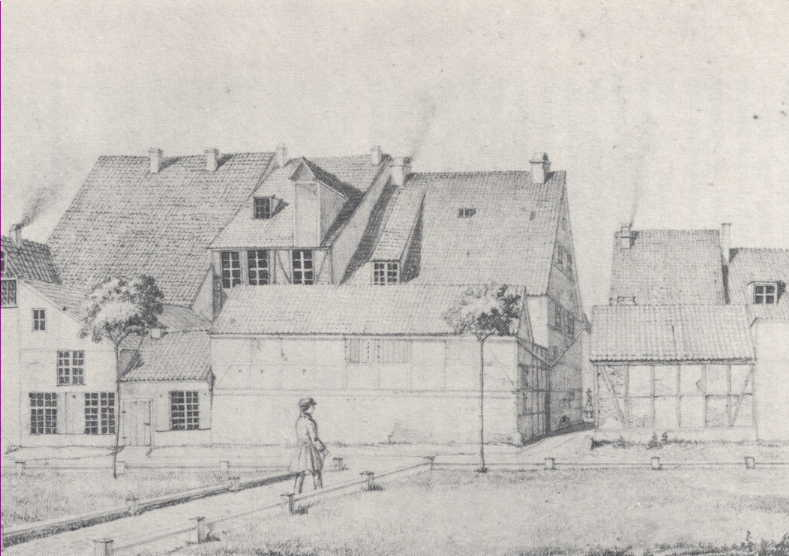
Rückansicht des Geburtshauses von C. D. Friedrich in Greifswald

- 5. September: Caspar David Friedrich, deutscher Maler, Grafiker und Zeichner der Romantik († 1840)
- 11. Oktober: Peter von Nobile, österreichischer Architekt († 1854)
- 29. November: Carl Johan Fahlcrantz, schwedischer Maler († 1861)
- 26. Dezember: Ferdinand Oechsle, deutscher Mechaniker, Goldschmied und Erfinder († 1852)

- Giovanni Balestra, italienischer Kupferstecher († 1842)
- Marie-Denise Villers, französische Malerin des Klassizismus († 1821)

## Gestorben
- 1. Januar: Johann Georg Plersch, polnischer Architekt (* 1704/05)

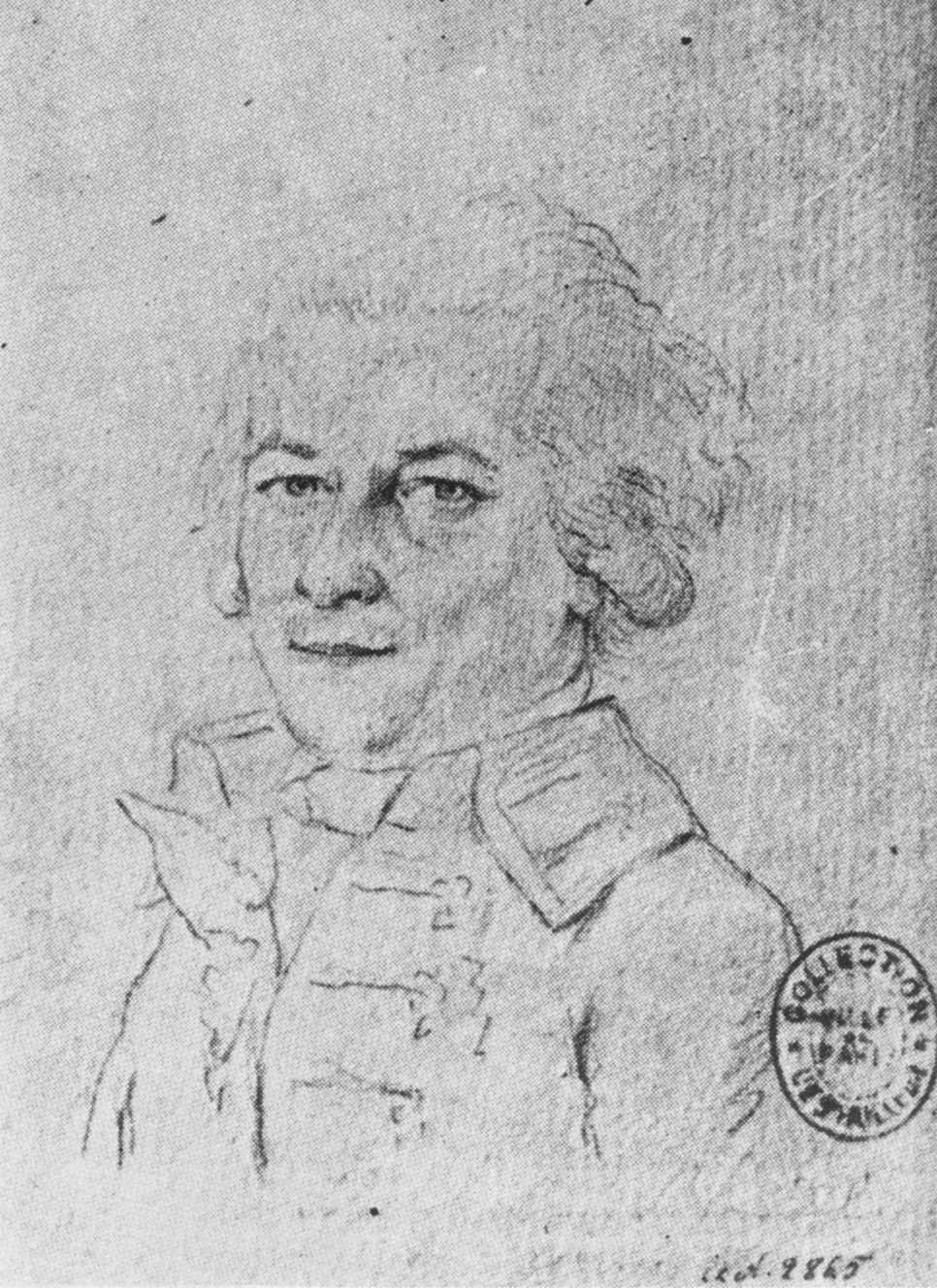
Jacques-François Blondel, ca. 1760

- 9. Januar: Jacques-François Blondel, französischer Architekt, Architekturhistoriker und Kunsttheoretiker (* 1705)
- 28. Januar: Antonio Galli da Bibiena, italienischer Dekorationsmaler und Architekt (* 1697/1698 oder 1700)

- 11. April: Elias Gottlob Haußmann, deutscher Maler des Spätbarock (* 1695)
- 23. April: Christian Wilhelm Ernst Dietrich, sächsischer Maler und Kupferstecher (* 1712)
- 28. April: Takebe Ayatari, japanischer Dichter und Maler (* 1719)

- 9. Juli: Anna Morandi Manzolini, italienische Anatomin und Wachsbildnerin, Honorarprofessorin an der Universität Bologna (* 1714)
- 24. Juli: Johann George Schmidt, sächsischer Baumeister des Spätbarock und Ratszimmermeister in Dresden (* 1707)

- vor 26. August: Philipp Jakob Straub, österreichischer Bildhauer deutscher Herkunft (* 1706)
- 11. September: Pierre-Jean Mariette, französischer Kupferstecher, Sammler und Kunstkritiker (* 1694)

- 15. Oktober: Dmitri Wassiljewitsch Uchtomski, russischer Architekt (* 1719)
- 23. November: Gottfried Bernhard Göz, mährischer Maler und Kupferstecher des Rokoko (* 1708)

- 16. Dezember: François Quesnay, französischer Arzt und Kupferstecher (* 1694)
- 31. Dezember: Johann Christoph Handke, mährischer Barockmaler (* 1694)